# Raising Sand
Albums par Robert Plant
Nine Lives
(2006) Band of Joy
(2010)
Albums par Alison Krauss
Lonely Runs Both Ways
(2004) Essential Alison Krauss
(2009)
Singles
1. Gone, Gone, Gone (Done Moved On)
Sortie : 2007
2. Please Read the Letter
Sortie : 2008
3. Rich Woman
Sortie : 2008

Raising Sand est un album collaboratif de Robert Plant et Alison Krauss. Il est sorti le 23 octobre 2007 sur le label Rounder Records et a été produit par  T-Bone Burnett.

## Historique
Raising Sand a été enregistré aux États-Unis (Nashville et Los Angeles), en 2007. Il est paru le 23 octobre 2007 sur le label Rounder Records et a été produit par T-Bone Burnett qui a aussi compilé les titres pour cet album. Il s'agit en fait de reprises d'artistes américains. Une seule composition, Please Read the Letter, provient de l'album Walking into Clarksdale que Robert Plant enregistra avec Jimmy Page en 1998.
Cet album a remporté cinq Grammy Awards lors de la 51e édition, en 2009, dont celui d'album de l'année. Il a également été certifié disque de platine notamment aux États-Unis, au Canada et au Royaume-Uni. Raising Sand a atteint la deuxième place du Billboard 200 où il est resté classé pendant 72 semaines. Il s'est également été classé premier au Top Rock Albums et second au Top Country Albums. Il a aussi atteint la deuxième place du UK Albums Chart.
Le magazine Rolling Stone l'a classé à la 55e place des « 100 meilleurs albums des années 2000 ».
Une tournée passant par l'Europe a suivi la sortie de cet album. Robert Plant et Alison Krauss ont joué certains de ses titres, quelques classiques traditionnels américains et des chansons de Led Zeppelin, remaniées pour l'occasion.
Robert Plant et Alison Krauss se sont réunis en 2009 pour réfléchir à la production d'un deuxième album en commun mais le projet fut mis de côté faute de temps pour les deux artistes et remis aux calendes grecques. Ils se sont finalement retrouvés en 2020 pour poursuivre ce projet et l'album, intitulé Raise The Roof, est sorti le 19 novembre 2020 et contient 12 chansons. Ils y sont rejoints par les guitaristes Marc Ribot, David Hidalgo, Bill Frisell et Buddy Miller, les bassistes Dennis Crouch et Viktor Krauss le frère d'Alison, ainsi que le guitariste pedal steel Russ Pahl et le batteur Jay Bellerose et est à nouveau produit par T-Bone Burnett. Ce dernier joue aussi les guitares acoustique et électrique, la basse six cordes, le Mellotron ainsi que les harmonies vocales et les chœurs.

## Liste des titres
| No  | Titre                                  | Auteur                                               | Durée |
| --- | -------------------------------------- | ---------------------------------------------------- | ----- |
| 1.  | Rich Woman                             | Dorothy LaBostrie, McKinley Millet                   | 4:04  |
| 2.  | Killing the Blues                      | Roly Jon Salley                                      | 4:16  |
| 3.  | Sister Rosetta Goes Before Us          | Sam Phillips                                         | 3:26  |
| 4.  | Polly Come Home                        | Gene Clark                                           | 5:36  |
| 5.  | Gone Gone Gone (Done Moved On)         | Don Everly, Phil Everly                              | 3:33  |
| 6.  | Through the Morning, Through the Night | Gene Clark                                           | 4:01  |
| 7.  | Please Read the Letter                 | Robert Plant, Jimmy Page, Charlie Jones, Michael Lee | 5:53  |
| 8.  | Trampled Rose                          | Kathleen Brennan, Tom Waits                          | 5:34  |
| 9.  | Fortune Teller                         | Allen Toussaint                                      | 4:30  |
| 10. | Stick with Me Baby                     | Mel Tillis                                           | 2:50  |
| 11. | Nothin'                                | Townes Van Zandt                                     | 5:33  |
| 12. | Let Your Loss Be Your Lesson           | Milton Campbell                                      | 4:02  |
| 13. | Your Long Journey                      | Doc Watson, Rosa Lee Watson                          | 3:55  |

## Personnel
- Robert Plant : chant
- Alison Krauss : chant, violon

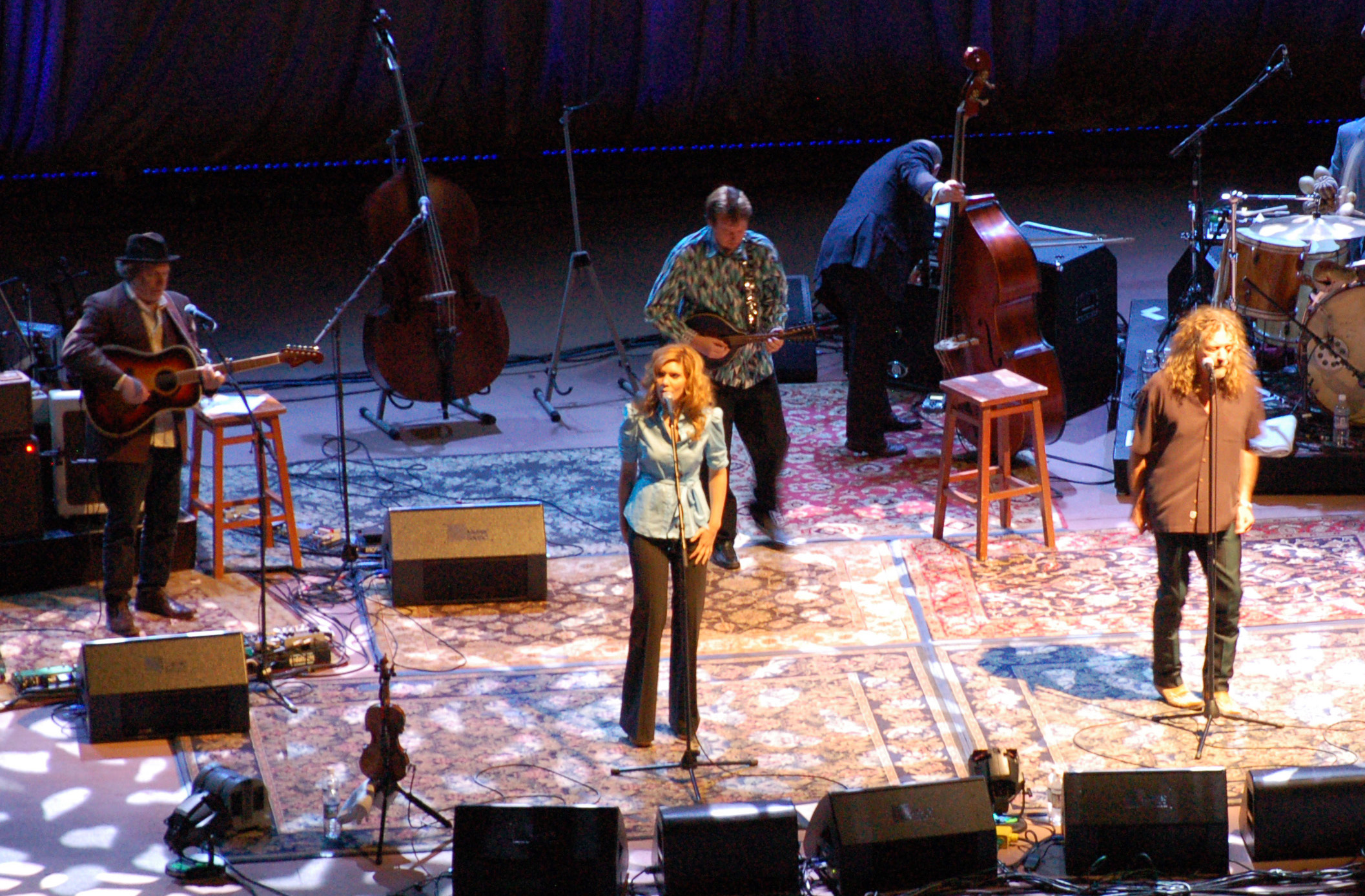
Alison Krauss & Robert Plant interpretant The Battle of Evermore à Denver en 2008.

- T-Bone Burnett : guitare électrique et acoustique, basse six cordes
- Marc Ribot : guitares électrique et acoustique, banjo, dobro
- Norman Blake : guitare acoustique
- Greg Leisz : guitare Pedal steel
- Riley Bogus : banjo
- Mike Seeger : autoharpe
- Dennis Crouch : contrebasse
- Patrick Warren : claviers, piano, harmonium, orgue
- Jay Bellerose : batterie, percussions

## Récompenses

### 51ecérémoniedes Grammy Awards[9]
| Titre                  | Catégorie | Award                                      |
| ---------------------- | --------- | ------------------------------------------ |
| Raising Sand           | Album     | Album de l'année                           |
| Please Read the Letter | Chanson   | Enregistrement de l'année                  |
| Rich Woman             | Chanson   | Meilleure collaboration pop avec chant     |
| Killing the Blues      | Chanson   | Meilleure collaboration country avec chant |
| Raising Sand           | Album     | Meilleur album de folk contemporain        |

## Charts et certifications
Charts album
| Pays                          | Durée du classement | Meilleur classement | Date             |
| ----------------------------- | ------------------- | ------------------- | ---------------- |
| Allemagne                     | 10 semaines         | 28e                 | 2 novembre 2007  |
| Australie                     | 1 semaine           | 45e                 | 8 mars 2009      |
| Autriche                      | 3 semaines          | 31e                 | 13 mars 2009     |
| Belgique (W)                  | 3 semaines          | 59e                 | 3 novembre 2007  |
| Belgique (V)                  | 12 semaines         | 48e                 | 10 novembre 2007 |
| Canada                        | 10 semaines         | 5e                  | 10 novembre 2007 |
| Danemark                      | 6 semaines          | 22e                 | 25 janvier 2008  |
| Espagne                       | 6 semaines          | 74e                 | 10 février 2008  |
| États-Unis Billboard 200      | 72 semaines         | 2e                  | 10 novembre 2007 |
| États-Unis Top Country Albums | 72 semaines         | 2e                  | 10 novembre 2007 |
| États-Unis Top rock Albums    | 41 semaines         | 1er                 | 10 novembre 2007 |
| Finlande                      | 4 semaines          | 23e                 | 4 février 2008   |
| France                        | 16 semaines         | 49e                 | 27 octobre 2007  |
| Italie                        | 6 semaines          | 41e                 | 8 novembre 2007  |
| Norvège                       | 30 semaines         | 1er                 | 7 janvier 2008   |
| Nouvelle-Zélande              | 24 semaines         | 3e                  | 14 janvier 2008  |
| Pays-Bas                      | 25 semaines         | 26e                 | 24 novembre 2007 |
| Royaume-Uni                   | 63 semaines         | 2e                  | 2 février 2008   |
| Suède                         | 42 semaines         | 2e                  | 10 janvier 2008  |
| Suisse                        | 17 semaines         | 33e                 | 25 novembre 2007 |

Certifications album
| Pays             | Certification | Ventes      | Date            |
| ---------------- | ------------- | ----------- | --------------- |
| Canada           | Platine       | 100 000 +   | 25 avril 2008   |
| États-Unis       | Platine       | 1 000 000 + | 4 mars 2008     |
| Nouvelle-Zélande | Platine       | 15 000 +    | 18 février 2008 |
| Royaume-Uni      | Platine       | 600 000 +   | 22 juillet 2013 |
| Suède            | Platine       | 40 000 +    | 2008            |

Charts singles
| Single                   | Chart                  | Durée du classement | Position | Date            |
| ------------------------ | ---------------------- | ------------------- | -------- | --------------- |
| "Rich Woman"             | Bubbling under hot 100 | 1 semaine           | 18e      | 28 février 2009 |
| "Please Read the Letter" | Bubbling under hot 100 | 1 semaine           | 20e      | 28 février 2009 |